# Atak rakietowy na boisko w Madżdal Szams
Atak rakietowy na boisko w Madżdal Szams – wybuch do którego doszło 27 lipca 2024 w zamieszkanym przez Druzów Madżdal Szams na północy okupowanych przez Izrael Wzgórz Golan. 
Pocisk uderzył bezpośrednio w lokalne boisko do piłki nożnej, zabijając 12 nastolatków i młodych dorosłych w wieku od 10 do 20 lat. Co najmniej 34 osoby zostały ranne i przetransportowane do szpitali przez zespoły ratownictwa Magen David Adom i helikoptery IDF.

## Przebieg
Według relacji mieszkańców, chwilę przed atakiem dzieci grały w piłkę nożną i gdy o 18:18  włączyła się syrena ostrzegawcza, minęło zaledwie kilka sekund zanim rakieta (wg strony izraelskiej była to Falaq-1 produkcji irańskiej z 53-kilogramowym ładunkiem wybuchowym) uderzyła w boisko, nie dając cywilom czasu na znalezienie schronienia.

## Odpowiedzialność
Izrael oświadczył, że sprawcą ataku był libański Hezbollah. Wysoki rangą urzędnik Hezbollahu, Mohammad Afif, zaprzeczył jednakże odpowiedzialności za atak. 
Irańskie media państwowe twierdzą, że faktyczną przyczyną zdarzenia mógł być pocisk przechwytujący z Żelaznej Kopuły. Także rząd Syrii obarczył winą Izrael.